# Раёво (Болгария)
Раёво (болг. Райово) — село в Болгарии. Находится в Софийской области, входит в общину Самоков. Население составляет 734 человека.

## Политическая ситуация
В местном кметстве Раёво, в состав которого входит Раёво, должность кмета (старосты) исполняет Васил Лазаров Пейчинов (Болгарская социалистическая партия (БСП)) по результатам выборов правления кметства.
Кмет (мэр) общины Самоков — Ангел Симеонов Николов (Болгарская социалистическая партия (БСП)) по результатам выборов в правление общины.